# Lennie Niehaus
Lennie Niehaus, né le 1er juin 1929 à Saint-Louis, dans le Missouri, et mort le 28 mai 2020 à Redlands, en Californie, est un saxophoniste de jazz et un compositeur de musique de films américain qui a travaillé essentiellement sur les films de Clint Eastwood. C'est un représentant du jazz West Coast.

## Discographie partielle

### Comme leader
- 1955 : Lennie Niehaus Vol. 3: The Octet, N° 2, Contemporary Records C-3503
- 1956 : Lennie Niehaus Vol. 1: The Quintets, Contemporary Records C-3518

### Comme sideman
- 1959 : Jack Sheldon : Jack's Groove, GNP Records GNP 60

## Filmographie
- 1984 : Haut les flingues ! (City Heat) de Richard Benjamin
- 1984 : La Corde raide (Tightrope) de Richard Tuggle
- 1985 : Pale Rider, le cavalier solitaire (Pale Rider) de Clint Eastwood
- 1985 : Suivez cet oiseau (Sesame Street Presents: Follow that Bird) de Ken Kwapis
- 1986 : Stargrove et Danja, agents exécutifs (Never Too Young to Die) de Gil Bettman
- 1986 : Ratboy de Sondra Locke
- 1986 : Le Maître de guerre (Heartbreak Ridge) de Clint Eastwood
- 1987 : Emanon de Stuart Paul
- 1988 : Bird de Clint Eastwood
- 1990 : La Relève (The Rookie) de Clint Eastwood
- 1990 : Chasseur blanc, cœur noir (White Hunter Black Heart) de Clint Eastwood
- 1992 : Impitoyable (Unforgiven) de Clint Eastwood
- 1993 : Un monde parfait (A Perfect World) de Clint Eastwood
- 1995 : Sur la route de Madison (The Bridges of Madison County)  de Clint Eastwood
- 1997 : Les Pleins Pouvoirs (Absolute Power) de Clint Eastwood
- 1997 : Minuit dans le jardin du bien et du mal (Midnight in the Garden of Good and Evil) de Clint Eastwood
- 1999 : Jugé coupable (True Crime) de Clint Eastwood
- 2000 : Pocahontas 2 : Un monde nouveau (Pocahontas II: Journey to a New World) de Tom Ellery et Bradley Raymond
- 2000 : Space Cowboys de Clint Eastwood
- 2002 : Créance de sang (Blood Work) de Clint Eastwood
- 2007 : Oprah Winfrey Presents: Mitch Albom's For One More Day (TV) de Lloyd Kramer